# Kretenzische Staat
De Kretenzische Staat (Grieks: Κρητική Πολιτεία, Kritiki Politeia; Ottomaans Turks: كريد دولتى, Girit Devleti) was een autonome staat binnen het Ottomaanse Rijk die van 1898 tot 1913 bestond op het eiland Kreta.

## Geschiedenis
Tijdens de Griekse Onafhankelijkheidsoorlog (1821–29) was een opstand tegen het Ottomaanse Rijk op Kreta mislukt. Daardoor kon het zich niet aansluiten bij de Eerste Helleense Republiek. Het eiland werd in 1830 aan de Egyptische onderkoning Mohammed Ali gegeven die het eiland tussen 1825 en 1828 militair onderworpen had, maar keerde in 1840 terug onder rechtstreeks bestuur van de Ottomaanse sultan. Het Arkadi-klooster, dat lange tijd als bolwerk van Kretenzische rebellen fungeerde, werd tijdens een opstand in 1866 door Ottomaanse troepen belegerd en veroverd, terwijl een deel van de rebellen zich uit wanhoop opblies. De opstand werd in 1869 met succes onderdrukt. In 1879 dwongen de toenmalige grootmachten Groot-Brittannië, Frankrijk, Rusland en Italië het Ottomaanse Rijk tot het verdrag van Chalepa, waarbij de Kretenzers een grote mate van zelfbestuur kregen en de Griekse taal werd erkend.
In 1895 brak op Kreta een nieuwe anti-Ottomaanse opstand uit. Die leidde tot een korte Grieks-Turkse Oorlog (1897), toen het Griekse leger Kreta binnenviel. De Grieken verloren de oorlog op het vasteland militair, maar dankzij tussenkomst van de grootmachten werd het alsnog een diplomatieke overwinning. De nederlaag van de Ottomaanse troepen op Kreta zelf bracht het Verenigd Koninkrijk, Frankrijk, Italië en Rusland, die reeds een Internationaal Eskader naar het eiland hadden uitgezonden, namelijk tot het aan land zetten van troepen.
In maart 1897 beslisten de grootmachten om de orde te herstellen en het eiland te laten besturen door een voorlopig comité van vier admiraals die aanbleven tot de aankomst van prins George van Griekenland. Op 9 december 1898 werd Kreta officieel autonoom binnen het Ottomaanse Rijk als een "Kretenzische Staat" met de Griekse prins George als gouverneur.
De advocaat en politicus Eleftherios Venizelos begon een beweging om Kreta met Griekenland te verenigen en kwam daarmee in conflict met gouverneur George. In 1905 vormde Venizelos' rebellengroep een Revolutionaire Vergadering, riep de vereniging van Kreta met Griekenland uit en eiste het vertrek van de gouverneur, die echter werd gesteund door de vier admiraals en een groot deel van de bevolking. Er brak net geen burgeroorlog uit. Bij verkiezingen in 1906 verloren de pro-Venizelos-partijen nipt van de prinsgezinde partijen. Als compromis nam de prins ontslag als gouverneur, terwijl een deel van Venizelos' eisen werden ingewilligd door het Parlement van Kreta. Prins George werd vervangen als αρμοστής / armostếs (gouverneur) door Alexandros Zaimis. Toen Zaimis in 1908 op vakantie was werd de aansluiting bij Griekenland uitgeroepen door de vier admiraals. Dit werd echter pas officieel erkend in 1913 na de Balkanoorlogen.
Bij de Vrede van Londen stond sultan Mehmet V alle rechten op het eiland af. In december 1913 werd de Griekse vlag gehesen in de hoofdstad Chania, waarbij Eleftherios Venizelos en koning Constantijn aanwezig waren, en Kreta officieel verenigd werd met het Griekse vasteland. De moslimminderheid van Kreta bleef aanvankelijk op het eiland wonen maar werd later naar Turkije gedeporteerd tijdens de volksuitwisseling die volgde na de Vrede van Lausanne in 1923.
Na het einde van Ottomaanse Kreta ontwikkelde de liberale politicus Venizelos zich tot een van de belangrijkste staatsmannen van het moderne Griekenland.